# Tschkalowo (Kaliningrad)
Tschkalowo (russisch Чкалово, deutsch Enzuhnen, 1938–1945 Rodebach) ist ein Ort in der russischen Oblast Kaliningrad. Er gehört zur kommunalen Selbstverwaltungseinheit Stadtkreis Nesterow im Rajon Nesterow.

## Geographische Lage
Tschkalowo liegt am Flüsschen Rakowka (Rodap) an einer Nebenstraße, die nahe dem Bahnhof Diwnoje Nowoje (früher Trakehnen) von der russischen Fernstraße A 229 (ehemalige deutsche Reichsstraße 1, heute auch Europastraße 28) zwischen Gussew (Gumbinnen) und Nesterow (Stallupönen, 1938–1946 Ebenrode) in südliche Richtung abzweigt und über Jasnaja Poljana (Groß Trakehnen), Iljinskoje (Kassuben), Kalinino (Mehlkehmen, 1938–1946 Birkenmühle) in den Osten der Rominter Heide führt, wo sie sich im russisch-polnischen Grenzgebiet nach Saslonowo (Szittkehmen/Schittkehmen, 1938–1946 Wehrkirchen, polnisch: Żytkiejmy) verliert. Außerdem ist Tschkalowo mit Iljuschino (Milluhnen, 1938–1946 Mühlengarten) und Tschistyje Prudy (Tollmingkehmen, 1938–1946 Tollmingen) durch Straßen verbunden.
Bahnanschluss besteht über die Station Diwnoje Nowoje (ehemals Trakehnen) an der Bahnstrecke Kaliningrad–Nesterow.

## Geschichte
Bis 1945 war Enzuhnen ein Dorf im Landkreis Stallupönen (1938–1946 Landkreis Ebenrode) im Regierungsbezirk Gumbinnen der preußischen Provinz Ostpreußen. Gut und Gemeinde Enzuhnen zählten im Jahre 1910 zusammen 220 Einwohner.
Am 30. September 1928 wurde der Gutsbezirk Enzuhnen in die Landgemeinde Enzuhnen eingegliedert. 1933 lebten hier 229 Menschen, 1939 waren es 261. Am 3. Juni 1938 war Enzuhnen umbenannt worden und erhielt den Namen Rodebach.
Als Folge des Zweiten Weltkrieges kam Rodebach unter sowjetische Administration und erhielt 1947 den russischen Namen Tschkalowo nach dem sowjetischen Piloten Waleri Pawlowitsch Tschkalow. Gleichzeitig wurde der Ort Sitz eines Dorfsowjets im Rajon Nesterow. Von 2008 bis 2018 gehörte der Ort zur Landgemeinde Iljuschinskoje selskoje posselenije und seither zum Stadtkreis Nesterow.

### Amtsbezirk Enzuhnen/Rodebach
Zwischen 1874 und 1945 war Enzuhnen/Rodebach namensgebender Ort und Sitz eines Amtsbezirkes. Er wurde am 24. Juni 1874 aus zehn Landgemeinden und einem Gutsbezirk gebildet:
| Name (bis 1938)                   | Name (1938–1946) | Russischer Name | Bemerkungen                                 |
| --------------------------------- | ---------------- | --------------- | ------------------------------------------- |
| Landgemeinden:                    |                  |                 |                                             |
| Ackmonienen                       | --               | --              | 1937 nach Schluidschen eingemeindet         |
| Bißnen                            | Bißnen           | --              |                                             |
| Enzuhnen                          | Rodebach         | Tschkalowo      |                                             |
| Kubillehlen                       | Freieneck        | Kusmino         |                                             |
| Kurplauken                        | Wildau           | --              | 1937 nach Schluidschen eingemeindet         |
| Noreitschen                       | --               | --              | 1937 nach Wirbeln eingemeindet              |
| Schluidszen, ab 1936 Schluidschen | Lerchenborn      | --              |                                             |
| Trakehnen                         | Groß Trakehnen   | Jasnaja Poljana |                                             |
| Wilken                            | Wilken           | --              |                                             |
| Wirbeln                           | Wirbeln          | --              |                                             |
| Gutsbezirk:                       |                  |                 |                                             |
| Enzuhnen                          | --               | --              | 1929 in die Gemeinde Enzuhnen eingegliedert |

Nach der Umbenennung der Gemeinde Enzuhnen erhielt auch der Amtsbezirk Enzuhnen den neuen Namen „Amtsbezirk Rodebach“, den er bis 1945 behielt. Am 1. Januar 1945 bildeten folgende sieben Gemeinden diesen Amtsbezirk: Bißnen, Freieneck, Lerchenborn, Rodebach, Trakehnen, Wilken und Wirbeln. Bis auf die nun Tschkalowo und Jasnaja Poljana genannten Orte sind sie heute nicht mehr existent.

### Tschkalowski selski Sowet 1947–2008
Der Dorfsowjet Tschkalowski selski Sowet (ru. Чкаловский сельский Совет) wurde im Juni 1947 eingerichtet. Der Verwaltungssitz des Dorfsowjets war zunächst der Ort Tschkalowo. Vor 1975 wurde der Verwaltungssitz nach Jasnaja Poljana verlegt. Vor 1988 wurde der Verwaltungssitz dann nach Iljuschino verlegt. Dieser Ort war zunächst in den Dorfsowjet Prigorodny eingeordnet gewesen. Nach dem Zerfall der Sowjetunion bestand die Verwaltungseinheit als Dorfbezirk Tschkalowski selski okrug (ru. Чкаловский сельский округ). Im Jahr 2008 wurden die verbliebenen Orte des Dorfbezirks in die neu gebildete Landgemeinde Iljuschinskoje selskoje posselenije eingegliedert.
| Ortsname                              | Name bis 1947/50                                                                                 | Bemerkungen |
| ------------------------------------- | ------------------------------------------------------------------------------------------------ | --- |
| Beloje (Белое)                        | Antsodehnen, 1938–1945:„Almen“                                                                   | Der Ort wurde 1950 umbenannt und vor 1975 verlassen. |
| Bolschaja Dubrowka (Большая Дубровка) | Anderskehmen, 1938–1945:„Andersgrund“                                                            | Der Ort wurde 1947 umbenannt und vor 1975 verlassen. |
| Chutorskoje (Хуторское)               | Gurdszen/Gurdschen, 1938–1945:„Schwichowshof“                                                    | Der Ort wurde vor 1975 umbenannt. |
| Dalneje (Дальнее)                     | Szirgupönen/Schirgupönen, 1938–1945:„Amtshagen“                                                  | Der Ort wurde 1950 umbenannt und vermutlich vor 1988 an den Ort Jasnaja Poljana angeschlossen. |
| Diwnoje (Дивное)                      | Bahnhof Trakehnen                                                                                | In Diwnoje wurde 1947 Trakehnen umbenannt. Gemeint war offenbar das Dorf Trakehnen, heute ein Teil von Jasnaja Poljana. Seit wann der ehemalige Wohnplatz Bahnhof Trakehnen als Diwnoje bezeichnet wird, ist unbekannt. |
| Iljuschino (Илюшино)                  | Milluhnen, 1938–1945:„Mühlengarten“                                                              | Der Ort wurde 1947 umbenannt und war zunächst in den Dorfsowjet Prigorodny eingeordnet. Er wurde vor 1988 der Verwaltungssitz.                                                                                          |
| Jasnaja Poljana (Ясная Поляна)        | (Groß) Trakehnen                                                                                 | Der Ort wurde 1947 umbenannt und war von vor 1975 bis vor 1988 der Verwaltungssitz. |
| Malaja Dubrowka (Малая Дубровка)      | Bugdszen/Bugdschen, 1938–1945:„Klimmen“                                                          | Der Ort wurde 1947 umbenannt und vor 1975 verlassen. |
| Ochtinskoje (Охтинское)               | Jonasthal                                                                                        | Der Ort wurde 1950 umbenannt und vor 1975 verlassen. |
| Rasdelnoje (Разделное)                | Taukenischken, 1938–1945:„Belowsruh“                                                             | Der Ort wurde 1950 umbenannt. Er wurde offenbar an Jasnaja Poljana oder an Chutorskoje angeschlossen. |
| Sernowoje (Зерновое)                  | Sodehnen, 1938–1945:„Heinsort“                                                                   | Der Ort wurde 1950 umbenannt und vor 1975 verlassen. |
| Sibirjakowo (Сибиряково)              | Kiddeln, 1938–1945:„Sonnenmoor“ und Krausen                                                      | Der Ort wurde 1950 umbenannt und vor 1975 verlassen. |
| Smetanino (Сметанино)                 | Karszamupchen/Karschamupchen, 1938–1945:„Grünfließ“                                              | Der Ort wurde 1950 umbenannt und vor 1975 verlassen. |
| Sosnowka (Сосновка)                   | Birkenwalde, Burgsdorfshof und Danzkehmen, 1938–1945:„Oettingen“                                 | Die Orte wurden vor 1975 umbenannt. |
| Sowchosnoje (Совхосное)               | Mattischkehmen                                                                                   | Der Ort wurde 1950 umbenannt. |
| Surkowo (Сурково)                     | Ackmonienen, 1938–1945:„Schilfbruch“, Schluidszen/Schluidszen, 1938–1945:Lerchenborn und Wirbeln | Die Orte wurden 1950 umbenannt und vor 1975 verlassen. |
| Swirskoje (Свирское)                  | Soginten                                                                                         | Der Ort wurde 1950 umbenannt und vor 1975 verlassen. |
| Tschkalowo (Чкалово)                  | Enzuhnen, 1938–1945:„Rodebach“                                                                   | Der Verwaltungssitz bis vor 1975. |
| Wischnjowka (Вишнёвка)                | Budszedszen/Budschedschen, 1938–1945:Pfälzerwalde                                                | Der Ort wurde 1950 umbenannt und vor 1975 verlassen. |
| Worobjowo (Воробьёво)                 | Grünhof                                                                                          | Der Ort wurde 1950 umbenannt und vor 1975 verlassen. |

Der im Jahr 1947 umbenannte Ort Seljonoje (Grünhaus) sowie die beiden 1950 umbenannten Orte Kubanskoje (Eyßeln und Neusorge) und Neschinskoje (Neu Kattenau), die zunächst ebenfalls in den Tschkalowski selski Sowet eingeordnet worden waren, kam dann (vor 1975) aber zum Dorfsowjet Sawetinski selski Sowet.

## Kirche

### Kirchengebäude
Die Kirche in Enzuhnen war das vierte Gotteshaus, das nach der Besiedelung der Stallupöner Region im Jahre 1608 errichtet wurde. Durch Kriegseinwirkung war es stark beschädigt und teilweise ausgebrannt. Von der Kirche fehlt heute jede Spur.

### Kirchengemeinde
Das evangelische Kirchspiel Enzuhnen wurde im Jahre 1608 von Pillupönen (1938–1946 Schloßbach, heute russisch: Newskoje) abgetrennt. Früher nannte man es auch Groß Rudupehnen, und es gehörte zur Inspektion Insterburg (Tschernjachowsk). Im Jahre 1912 kam die Kirche Soginten (Swirskoje) vom Kirchspiel Kassuben (Iljinskoje) zum Kirchspiel Enzuhnen.
Bis 1945 gehörte Enzuhnen (Rodebach) zum Kirchenkreis Stallupönen (Ebenrode) in der Kirchenprovinz Ostpreußen der Kirche der Altpreußischen Union.
Zur Zeit der Sowjetunion kam das kirchliche Leben im Dorf zum Erliegen. In den 1990er Jahren aber entstand im früher zum Kirchspiel gehörenden Dorf Jasnaja Poljana (Groß Trakehnen) eine neue evangelische Gemeinde. Sie schloss sich der Propstei Kaliningrad in der Evangelisch-Lutherischen Kirche Europäisches Russland (ELKER) an und wird von den Pfarrern der Salzburger Kirche in Gussew (Gumbinnen) betreut.

### Pfarrer 1612–1945
Von der Gründung des Kirchspiels bis zum Kriegsende 1945 amtierten in Enzuhnen (Rodebach) 17 evangelische Geistliche. Karl Ferdinand Pszczolla († 1843) war Predigtamtskandidat und Lizentiat.
- Christoph Sappuhn, 1612–1657
- George Steinfeldt, 1656–1673
- George Petri, 1673–1688
- Johann Heinrich Arnoldi, 1685–1690
- N. Voglerus
- Johann Wilhelm Vorhoff, 1692–1709
- Johann Behrend, 1709–1711
- Daniel Reinhold Engellen, 1711–1725
- George Adam Meisner, 1725–1769
- Otto Thierbach, 1767–1804
- Johann Simon Kanning, 1804–1816
- Friedrich Wilhelm Rauschning, 1817–1856
- Johann Theodor Bernhard Gamradt, 1856–1872
- Karl Salomon, 1873–1885[12]
- Karl Alexander Tiedtke, 1895–1911
- Max Dörr, 1911–1945

## Persönlichkeiten

### Söhne und Töchter der Gemeinde
- Minna Villain (1891–1942), Widerstandskämpferin gegen den Nationalsozialismus